# Cato Institute
Le Cato Institute (français : Institut Caton) est un think tank libertarien américain basé à Washington. Il a été créé initialement sous le nom de Charles Koch Foundation en 1974 par Ed Crane, Murray Rothbard et Charles G. Koch. En juillet 1976, la Charles Koch Foundation est renommé en Cato Institute.
Selon le 2015 Global Go To Think Tank Index Report, il est classé 11e think tank dans le Top Think Tanks Worldwide (U.S. and non-U.S.) et le 6e aux États-Unis.

## Histoire
Le Cato Institute a été fondé en décembre 1974 à Wichita au Kansas par Edward H. Crane (ancien président du Parti libertarien), avec un financement initial de Charles G. Koch.
Il doit son nom aux Cato's Letters (en), des pamphlets libéraux écrits au début du XVIIIe siècle en Grande-Bretagne, qui reprenaient les idées politiques de John Locke et qui ont posé les fondements philosophiques de la guerre d'indépendance américaine. Ces lettres reprenaient le nom de Caton le jeune (Cato en anglais) et ne sont pas une référence au catholicisme.
Parmi les trois membres fondateurs se trouvait le fondateur de l'anarcho-capitalisme, Murray Rothbard ; c'est lui qui inspira le nom de l'organisation, mais il la quitta en 1981 à cause de différends avec les autres membres (voir aussi la section « Critiques » pour son opinion sur l'institut). La même année, l'institut déménage à Washington.

## Idées défendues
Bien qu'officiellement indépendant de tout parti, il existe des liens entre le Cato Institute et le mouvement conservateur américain. En effet, de nombreux républicains ont repris les idées libertariennes du Cato Institute et Ronald Reagan ainsi que Barry Goldwater ont été influencés par ces mêmes idées.
L'organisation exerce un lobbying contre les lois liées à la protection de l'environnement.

## Revenus
Selon le rapport annuel de 2016, l'institut a effectué pour 31,47 millions $ de dépenses et a eu des revenus de 38,21 millions $. 80 % de ces revenus provenaient de particuliers, 15 % d'associations, 1 % d'entreprises, et 4 % de programmes et autres.
Rupert Murdoch a été membre du conseil d'administration de Cato, alors qu'il siégeait également chez Philip Morris. Il est reproché à l'institut d'avoir reçu d'importants fonds du lobby du tabac. 
Le groupe Knight Ridder l'a également accusé d'avoir accepté des fonds de l'assureur American International Group (AIG) au moment de sa campagne pour la privatisation de la sécurité sociale. De 2001 à 2003, Cato a reçu 75 000 $ d'ExxonMobil. 
En 2005, Doug Bandow, senior fellow au Cato Institute, a reconnu avoir accepté de l'argent du lobbyiste Jack Abramoff pour lui écrire des articles favorables aux clients de ce dernier. Le think tank bénéficie aussi de financements de Google.

## Critiques
Murray Rothbard, théoricien anarcho-capitaliste ayant été l'un des fondateurs du Cato Institute, lui reprocha par la suite de pencher en plusieurs manières vers l'étatisme progressiste, que ce soit en défendant certaines positions sociétales anti-libérales (défense de lois anti-discrimination concernant les homosexuels) ou encore en proposant des réformes fiscales mi-figue mi-raisin (remplacement d'un impôt par un autre censé apporter une rentrée fiscale équivalente), entre autres.

## Liens avec d'autres associations
Dans les années 2010, Students for Liberty reçoit un don unique de 10 000 dollars du Cato Institute,.